# 푸마갈리
푸마갈리(포르투갈어: José Fernando Fumagalli, 1977년 10월 5일 ~ )는 브라질 출신의 축구 선수이다. 2004년부터 K리그의 FC 서울에서 활약하였으며 K리그에 등록된 공식 한글 이름은 푸마갈리이다.

## 클럽 경력
2004년 FC 서울 입단하여 K리그 정규리그 (11경기, 0득점, 0도움)와 리그컵 (6경기 2득점, 0도움) 통산 17경기 출장, 2득점, 0도움의 기록을 남기었다.